# Scapanorhynchus
Scapanorhynchus je vyhynulý rod žraloka, jehož zástupci žili od období křídy snad až do miocénu. Scapanorhynchus je extrémně podobný žijícímu žraloku šotkovi, pročež ho někteří starší autoři považovali za konspecifický se šotkem. Moderní systematika považuje Scapanorhynchus za samostatný rod na základě řady odlišností od šotka. K nim patří hranatá hřbetní ploutev (u šotka je zakulacená), hranatější a delší prsní ploutev a ocasní ploutev Scapanorhynchus má hranatější koncový lalok. Odlišnosti se najdou i ve stavbě chrupu. Scapanorhynchus měl dlouhé úzké tělo s výrazným bodcem nad čelistí. Patrně neměřil více než 415 cm.
Do rodu se řadí např. následující druhy:
- Scapanorhynchus lewisii (Davis, 1887)
- Scapanorhynchus texanus (Romer, 1849)
- Scapanorhynchus rapax (Quaas, 1902)
- Scapanorhynchus raphiodon (Agassiz, 1843)